# Grand Prix Sezon 1922
Sezon Grand Prix 1922 – kolejny sezon wyścigów Grand Prix organizowanych w Europie przez AIACR.

## Podsumowanie Sezonu

### Grandes Épreuves
| Data       | Grand Prix         | Tor       | Zwycięzca (kierowcy) | Zwycięzca (konstruktorzy) | Wyniki |
| ---------- | ------------------ | --------- | -------------------- | ------------------------- | ------ |
| 16 lipca   | Grand Prix Francji | Strasburg | Felice Nazzaro       | FIAT                      | Wyniki |
| 3 września | Grand Prix Włoch   | Monza     | Pietro Bordino       | FIAT                      | Wyniki |

### Pozostałe Grand Prix
| Data            | Grand Prix        | Tor       | Zwycięzca (kierowcy) | Zwycięzca (konstruktorzy) | Wyniki |
| --------------- | ----------------- | --------- | -------------------- | ------------------------- | ------ |
| 2 kwietnia      | Targa Florio      | Madonie   | Giulio Masetti       | Mercedes                  | Wyniki |
| 30 maja         | Sardo Circuit     | Cagliari  | Ernesto Ceirano      | SCAT                      | Wyniki |
| 18 czerwca      | Mugello Circuit   | Mugello   | Alfieri Maserati     | Isotta Fraschini          | Wyniki |
| 22 czerwca      | Tourist Trophy    | Wyspa Man | Jean Chassagne       | Sunbeam                   | Wyniki |
| 27 sierpnia     | Coppa Montenero   | Montenero | Carlo Masetti        | Bugatti                   | Wyniki |
| 15 października | Garda Circuit     | Salò      | Guido Meregalli      | Diatto                    | Wyniki |
| 22 października | Autumn Grand Prix | Monza     | André Dubonnet       | Hispano-Suiza             | Wyniki |
| 19 listopada    | Coppa Florio      | Madonie   | André Boillot        | Peugeot                   | Wyniki |